# Tanda (Côte d'Ivoire)
Tanda est une ville située au Nord-est de la Côte d'Ivoire, dans la région de Gontougo, district de Zanzan. Elle est sous-préfecture et chef-lieu du département homonyme, le département de Tanda.